# أحمد عبد الرحمن محبوب
أحمد عبدالرحمن محبوب (1909 - 6 مارس 1995) والشهير بالصفي محبوب، هو عالمٌ، ومقرئ، يمني شهير، وكان خطيب الجامع الكبير بصنعاء لسنوات، وأحد رموز الثورة الدستورية في العام 1948. وهو صاحب الصوت الجهوري الفريد والتلاوة العطرة المشهورة والتي لا تزال تُبثّ إذاعيًا وتلفزيونيّا عبر العديد من المساجد والإذاعات المحلية والمحطات التلفزيونية قبيل أذان المغرب في شهر رمضان من كل عام منذ حوالي 40 عاماً وحتى اليوم بالرغم من وفاته.

## نشأته وتعليمة
هو من مواليد حارة الفليحي في مدينة صنعاء القديمة في العام 1327هـ الموافق 1909 م، حفظ القرآن عن ظهر قلب وهو في سن الثالثة عشرة من عمره.
درس علمَ القراءات السبع على أيدي عدد من العلماء في صنعاء القديمة ومنهم العلامة حسين بن مبارك الغيثي، كما درس في الفقه والحديث وغيره على عدد من العلماء في الجامع الكبير بصنعاء منهم محمد حسن دلال، أحمد بن عبدالله الكبسي، وحسين بن علي العمري، وأحمد بن علي الكحلاني، وعلي أحمد السدمي، وناصر الخولاني، فبرع في علوم عديدة، وأصبح من مشايخ القرّاء في الديار اليمنية في عصره. كان هو وتلميذه الشيخ المقرئ محمد حسين القريطي، أول من سجّل القرآن الكريم لإذاعة صنعاء بعد افتتاحها مباشرة في العام 1947.

## حياته العملية والنضالية
شارك الصفي محبوب خلال حياته العملية والنضالية في الحركة النضالية ضد الحكم الملكي الإمامي وتقلد العديد من المناصب نذكر منها:
- شارك في مناهضة الحكم الإمامي الملكي، وفي الإعداد للثورة الدستورية عام 1948، وحين فشلت هذه الثورة، سيق مع عددٍ من الثوّار إلى سجن نافع في حَجّة، وسجن هناك سبع سنوات وأمر الإمام أحمد بهدم بيته وهو في السجن، وأُفرِج عنه في عام 1955.
- حصل على شهادات عليا في القراءات السبع وعلوم القرآن، وإجازة كبار علماء عصره في مختلف علوم اللغة العربية والفقه والتفسير والحديث والخطابة والإرشاد. عمل بالتدريس والتوجيه والإرشاد حتى ثورة 1948، التي شارك فيها وسجن بعد فشلها كما ذُكر أعلاه. وبعد خروجه من السجن عام 1955 واصل التدريس والإرشاد حتى قيام ثورة 26 سبتمبر 1962. ومن تلاميذه الشاعر الثائر محمد محمود الزبيري.
- بعد قيام ثورة 26 سبتمبر استمر في التدريس أيضاً وعين خطيباً للجمعة في الجامع الكبير بصنعاء.
- في عام 1965، عيّن مستشارًا لرئيس الجمهورية المشير عبدالله السلال، ثم عُيّن عضوًا في مجلس الشورى المشكل بعد قيام الثورة.
- عُين في العام 1969 عضوًا في المجلس الوطني، ثم عُين عضواً في مجلس الشورى (1971-1975) وكان ذلك في عهد الرئيس عبد الرحمن الأرياني.
- في عهد الرئيس أحمد الغشمي عُين في فبراير من العام 1978 عضوًا في مجلس الشعب التأسيسي واستمر في المنصب حتى عام 1988، ثم عُين رئيسًا لمكتب التوجيه والإرشاد.

عُين بعد قيام حركة 13 يونيو عام 1974 بقيادة الرئيس ابراهيم الحمدي رئيساً لما أسمي ب «الهيئة العامة التربوية» إلى جانب عمله عضواً في مجلس الشورى المشكل عام 1971.
في سبتمبر 2007 أصدرت المؤسسة اليمنية للثقافة والتراث نسخة مسجلة على أقراص إلكترونية من المصحف الشريف من تلاوته.

## وفاته
توفي يوم الإثنين 6 شوال 1415 الموافق 6 مارس 1995م ودفن في مقبرة خزيمة بصنعاء في موكب جنائزي رسمي وشعبي كبير تقدّمه كبار مسؤولي الدولة وأركانها ولفيف من أهله ومحبّيه.